# Rudolf Meyer (Filmproduzent)

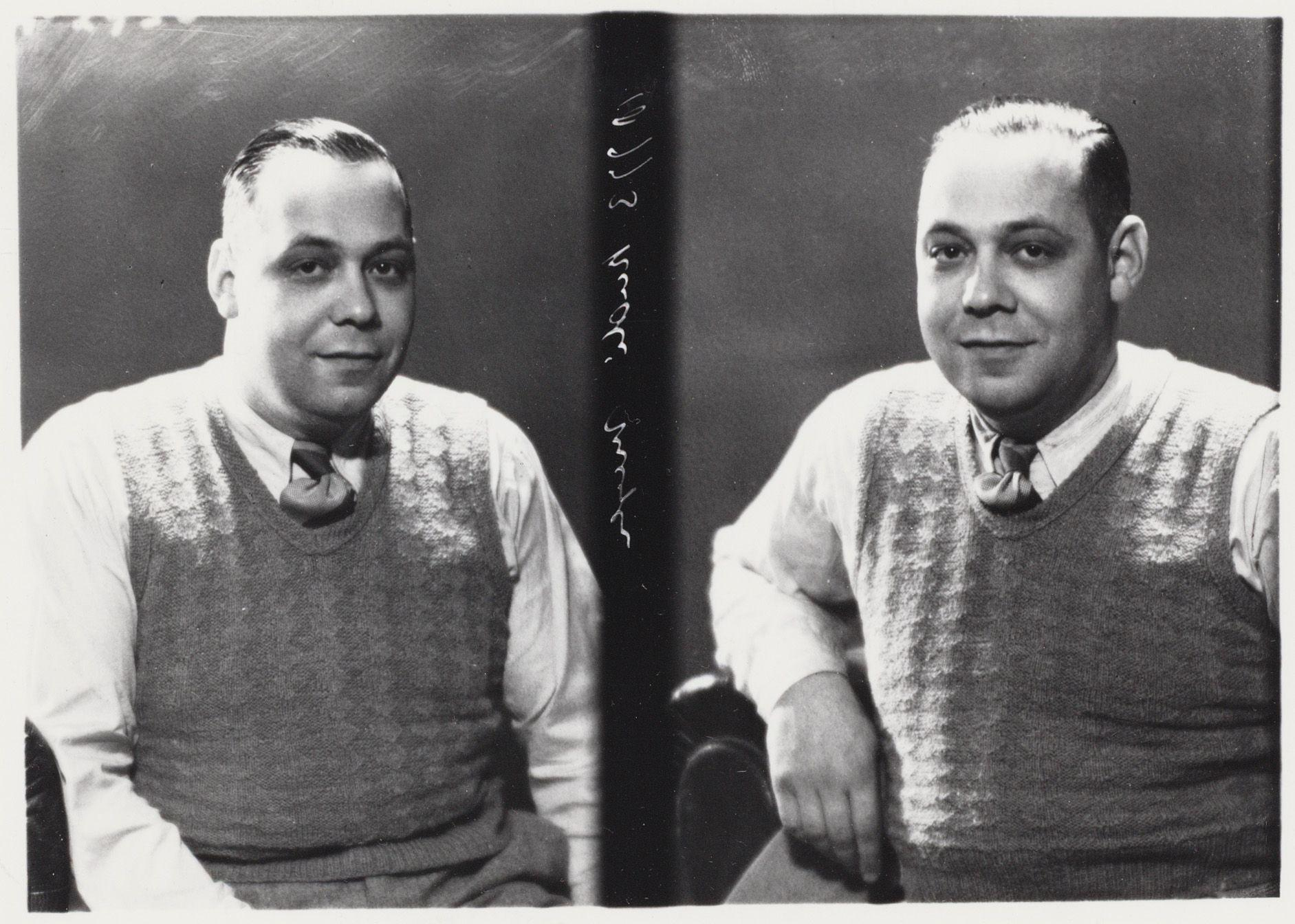
Rudi Meyer

Rudolf „Rudi“ Meyer (* 27. Dezember 1901 in Suhl, Deutsches Reich; † 16. September 1969 in Amsterdam, Niederlande) war ein deutsch-niederländischer Filmkaufmann und Filmproduzent.

## Leben und Wirken
Rudi Meyer stieß in den 1920er Jahren über seinen Onkel Erich Pommer, damals Produktionschef der Decla, zum Film und war in diesem Sektor in verschiedenen Funktionen tätig. Zuletzt wirkte er als Prokurist und Leiter der Exportabteilung der Berliner Produktionsfirma Aafa Film A.G. des Produzenten Gabriel Levy. Der Nationalsozialismus in Deutschland trieb den Juden Meyer noch 1933 außer Landes und führte ihn, gemeinsam mit seinem ehemaligen Chef Levy, nach Amsterdam, wo Meyer eine eigene Vertriebsfirma eröffnete, die sich auf den Ankauf niederländischer, belgischer und französischer Filme konzentrierte.
Noch bevor sich eine Reihe von deutschen Mit-Exilanten ebenfalls in den Niederlanden niedergelassen hatten, gründeten Meyer und Levy mit dem Chef des niederländischen Ablegers der Hollywood-Firma Universal Studios, Jo Pearl, 1934 die Produktionsstätte Hollandsche Film Productie. Seit 1935 produzierte Meyer eigenständig Filme. Bis zum Überfall der Wehrmacht auf seine neue Heimat stellte Meyer eine Reihe ambitionierter Inszenierungen von aus Hitler-Deutschland geflohenen Regisseuren wie Hermann Kosterlitz, Ludwig Berger, Karel Lamač und Friedrich Zelnik her. 1939 wurde er außerdem Vorstandsmitglied der Filmverleihgesellschaft Filmex.
Die ersten vier Jahre der Besatzung (1940 bis 1944) verbrachte Meyer, geschützt durch die Ehe mit einer Nichtjüdin, vergleichsweise sicher in Holland. Erst 1944 deportierten die Deutschen ihn in das Vernichtungslager Auschwitz, das er jedoch einigermaßen heil überstand. Nach der Befreiung kehrte Rudolf Meyer in seine Wahlheimat zurück und setzte dort seine sporadische Produktionstätigkeit mit Dokumentationen und ambitionierten Spielfilmen, die zum Teil die Nazi-Besatzung Hollands thematisierten und von bekannten Filmemachern wie Bert Haanstra, Paul Rotha und Kees Brusse inszeniert wurden, fort. Sein Hauptbetätigungsfeld blieb aber seine Arbeit für Filmex. Dort blieb er bis zu seinem Tode aktiv und brachte den niederländischen Kinogängern in den 1950er Jahren unter anderem die Sissi-Filme näher.

## Filmografie
- 1935: De kribbebijter
- 1936: Amsterdam bij Nacht
- 1937: Pygmalion
- 1938: Vadertje Langbeen
- 1939: Morgen gaat ’t beter!
- 1939: De spooktrein
- 1940: Ergens in Nederland
- 1953: Sterren stralen overal
- 1958: … und die Musik bläst dazu (Fanfare)
- 1960: De zack M.P.
- 1962: Der Überfall (De overval)
- 1964: Menschen von morgen (Mensen van morgen)